# Nephthea striata
Nephthea striata is een zachte koraalsoort uit de familie Nephtheidae. De koraalsoort komt uit het geslacht Nephthea. Nephthea striata werd in 1903 voor het eerst wetenschappelijk beschreven door Kükenthal. 